# آرادان
آرادان یا اَرادان یکی از شهرهای ایران در استان سمنان است. از نام‌های قدیمی این شهر می‌توان به «اردهان» و «اَردوان» اشاره کرد و در زبان محلی به نام «اَرادون» نامیده می‌شود.

## وضعیت
سابقاً، شهر آرادان دارای قلعه تاریخی بوده که در حال حاضر وضعیت مناسبی ندارد. قلعه تاریخی آرادان، یکی از قدیمی‌ترین قلاع ایران زمین بوده است. در دوره‌های مختلف تاریخی به علت مرکزیت حاکم نشین خوار (گرمسار فعلی) و ادامه روندهای نظامی، سیاسی و اداری موجب اهمیت این شهر بوده است؛ بنابراین، با توجه به پژوهش‌ها و فرضیات صورت گرفته، به نظر می‌رسد قلعه مزبور دارای کارکرد سیاسی و اداری بوده است. محمود احمدی‌نژاد، ششمین رئیس‌جمهور ایران، در این شهر به دنیا آمده است.

## پیشینه نام شهر
آرادان در گذشته مرکز گرمسار یا به اصطلاح آن زمان حاکم نشین خوار بود. این شهر در دوران پارت‌ها هم جزو مناطق مهم آن‌ها به‌شمار می‌رفته و در تاریخچه گرمسار در دوره امپراتوری اشکانیان نام آرادان آمده است. این احتمال وجود دارد که تعریف شده نام اردوان بوده باشد و به قول احمد کسروی در کتاب اسامی شهرها نام آرادان بمعنی جایگاه رادان آمده است. در سفرنامه ناصر الدین شاه «اردوان» و نام اصیلش «اردون» آمده و از عهد اردوان اشکانی و اردشیر بابکان ساسانی باید باقی‌مانده باشد. قلعه آرادان که امروزه خرابه‌ای از آن باقی مانده است، طبق احتمالاتی به دوران اشکانیان تخمین زده می‌شود و نشان از بنیاد این شهر به قبل از اسلام به ایران دارد.

در کتاب فرهنگ جغرافیایی ایران در وصف آرادان چنین آمده است:
«آرادان- قصبه مرکز دهستان ارادان- بخش گرمسار- شهرستان دماوند. ۱۴ ک شمال خاور گرمسار-۲ک جنوب راه شوسه شمال راه‌آهن گرمسار به سمنان- درجلگه معتدل- سکنه ۲۵۰۳- شیعه- فارسی. رودخانه حبله رود- غلات پنبه، بن شن، انار، انجیر، انگور، شغل زراعت. راه فرعی به ایستگاه یاتری و راه شوسه دارد. شعبه بهداری-دبستان-صندوق پست- تلفن دارد. از آثار قدیمی قلعه خرابه و ساختمان امامزاده سلطان شاهنظر است. مزارع-سرآسیاب- میرزا علی آقا- امیرمحمدی- امامزاده خلیل‌الله- ماشین خانه- جز این ده می‌باشد»
در کتاب وجه تسمیه شهرها و روستاهای ایران در وصف آرادان آمده است:
«آرادان در ۱۴ کیلومتری مشرق گرمسار واقع شده و باید از زمان اردوان اشکانی و اردشیر بابکان ساسانی باقیمانده باشد. در مورد نام آن دو روایت مشاهده گردیده است: الف - شاید تحریف شده اردوان باشد. ب - ارادان بمعنی جایگاه رادان می‌باشد».

## آرادان در کتب و سفرنامه‌ها
از شهر آرادان در کتب و سفرنامه‌های مختلف نام برده شده است. نکته جالب توجه در اکثر کتابها در وصف آرادان این جمله است که «آرادان؛ از دهات معتبر و آباد ری{شهر ری امروزی} و پایتخت خوار[گرمسار فعلی] است». در ادامه به بررسی برخی از این کتب می‌پردازیم.
- در کتاب دانشنامه ایران، آرادان را به این صورت توصیف می‌شود:آرادان با ۸۸۰ متر ارتفاع، در ۳۵۰ و ۱۴۰ عرض شمالی و در آغاز سده ۱ قم، در آراخوسیا و نواحی شرقی، پادشاهانی ۵۲۰ و ۲۹ طول شرقی و تقریباً در ۱۴ کیلومتری شرق شهر همچون گندوفر و پاکر که عنوان و نام اشکانی داشتند و ظاهراً گرمسار قرار دارد. . از جمله آثار کهن این شهر می‌توان به قلعه آرادان، سلطان شاه نظر، امام زاده خلیل‌الله، تکیه، آب انبار و یخچال اشاره کرد.[۱۰]
- در سفرنامه طبرستان، استرآباد و گیلان در مورد آرادان آمده است:

«بزرگ آنجا مرتضی قلی بیک، برادر کوچکتر آقا میرزا علی اکبر است که ۶ نفر پسر دارد. میرزاآقا و… و آرادان مختص خودشان است. غله بلوک آرادان۱۵۰۰ خروار، نقدی ۶۵۰ تومن، شلتوک ۳۱۰ خروار و صیفی ۷۵ خروار و این آرادان دو قلعه دارد. قلعه وسطی در بالای تپه بلند است و منزل اربابان در قلعه تپه می‌باشد و دور این قلعه تپه، همه خانه‌های رعایا است و مسجد و تکیه، حمام یخچال و آب انبار بسیار بزرگ، آب سرد و صاف و سبزی کاری هم دارد. و قلعه دیگر دور از اینهاست و کسی نشان نمی‌دهد که در چه عهدی ساخته شده است. از قراری که مذکور شد باید در عهد رستم و افراسیاب بنا شده باشد. و از قلعه تپه که نگاه می‌کنی جمیع صحرا و سبزی کاری نمایان است. بسیار جای باصفا و دلکش است. ۱۱۰ خانوار اند و خودآرادان یک بلوک است. سه قریه یکی پاده، یکی کند و دیگری آرادان و همین قلعه قبل از نادرشاه، ۹/نه ماه در محاصره افغان بود تا اینکه آذوقه قلعه تمام شد و به تصرف افغان درآمد. اسم امامزاده آرادان، امامزاده سلطان شاه نظر است و اهل آرادان طایفه سنگسری و ده نمکی هستند، قلعه آرادان بسیار جا شکسته است. لیکن یک دروازه بالاتر ندارد و در مقابل دروازه و بیرون باغ میوه جات انجیر، انار، توت، زردآلو، گل قرمز و افرا دارد. کوه بزرگ شمالی آرادان، سرحر است و سیاه کوه سمت قبله آرادان است که به کاشان و نطنز و اردستان می‌روند».
- سفرنامه خراسان و کرمان، در مورد آرادان آورده است که:

«شب پنج شنبه نهم ماه از قشلاق حرکت کرده و به طرف منزل ده نمک روانه شدیم. در سر دو فرسخی قریه آرادان است که پایتخت بلوک خوار است. حاکم خوار در اینجا منزل دارد. کاروانسرایی در اینجا است که تجار و کسبه در حجرات آن منزل دارند. یک دکان بلور فروشی مختصر در اینجاست و عطار و بنک دار معتبر دارد. در خارج از کاروانسرا ده باب دکان است که دو باب آن مخصوص آهنگری است خانه حاکم بالای تپه بلندی است که سابقاً در روی این تپه قلعه معتبری بود و سه طبقه داشته است. لکن بناهای قدیم آن را خراب کردهاند و اکنون بعضی بناهای جدید در روی آن کردهاند. حاکم جناب احتشام الممالک که از طایفه البرزی هایست که خانواده ایشان در تهران است. خلاصه آرادان ده بسیار آبادی است قهوه‌خانه دایر و خانواده بسیار دارد. تلگراف خانه هم اینجاست. در نهاین شب جمعه دهم ماه از دهنمک که آخر منزل بلوک خوار و در جمع تهران است به سمت لاسگرد حرکت کرده‌ایم».
- سفرنامه مشهد یا سفرنامه شیندلر، اثر شیندلر، که در دوره ناصرالدین شاه قاجار، مأمور ایجاد خط تلگراف در محور تهران-مشهد بوده، در سفرنامه خود با عنوان «سفرنامه مشهد» به آرادان اشاره کرده و می‌نویسد:

«در سه فرسخی قشلاق، آرادان است که تلگراف خانه دارد. از آرادان تا پاده سه مایل انگلیسی است و از پاده الی دهنمک آب ندارد و نه مایل و ربع انگلیسی، مسافت دارد».
- سفرنامه خراسان، اثر ناصرالدین شاه که در خاطرات سفرنامه اول خود - سفرنامه خراسان- به توصیف آرادان و دهات آن پرداخته است

«روز پنجشنبه، دوم ذیحجه؛ آرادان که مال حاجی خان بابا خان خواری، است. خانه اولاد باباخان، همین قلعه آرادان است. قلعه خیلی معتبر خوبی دارد که روی تپه ساخته شده است. پایین تپه هم خانوار زیادی دورش دیوار کهنه از قدیم، ساخته‌اند. این ده، اسم اصیلش اردوان است که از عهد اردوان اشکانی و اردشیر بابکان ساسانی باید باقی مانده باشد و حال از کثرت استعمال، آرادان می‌گویند…».
- در سفر دوم ناصر الدین شاه در سفر به خراسان در مورد آرادان آمده است:روز دوشنبه پنجم ماه ذیحجه سال ۱۳۰۰ ه‍.ق می‌نویسد: ...... راه امروز خوب بود. چندین جا نهرهای جاری و آبهای زیاد بود. در راه که می‌آمدیم، محمدحسن خان پسر مرحوم تقی خان حاجب الدوله قدیم را دیدیم که از شهر به استقبال می‌آمد و امروز علی حضرت همایونی ناهار را در امین آباد خالصه (یاتری امروز) که مرحوم امین السطان در آبادی آن اهتمام کرده و امارتی ساخته‌اند و حالا نایب بلوک خوار است آنجا منزل دارد تا عصر آنجا توقف کرده بودند.[۱۵]
- کتاب مطلع الشمس، نوشته محمدحسن خان اعتماد السلطنه، اطلاعات نسبتاً کاملی در مورد آرادان و آثار تاریخی آن در سال ۱۳۰۳ ه‍. ق، آورده است:

«این ده{آرادان} دویست خانوار جمعیت دارد که تقریباً ششصد یا هفصدنفر می‌شود. پایتخت و معتبرترین دهات خوار است. چندباب دکان خبازی (نانوایی) سنگکی، قصابی و رزازی و غیره هم دارد. نان بسیار بسیار خوب دارد که یک من و چهارسیر تبریز و پانصد دینار است. اهالی اینجا یعنی ارادونی‌ها زبان فارسی را خوب تلکم می‌کنند. میرزا ابوالقاسم برادر حاجی خان بابا خان، کرقراگهر، چهار ساله ای آورده به اصرار تمام تعارف کرد و به ناچار قبول کردم. عصر، همان اسب را سوار شده به سمت دهات و زراعات مشرقی، پرداختم».

## نقش آفرینی اهالی آرادان در حوادث تاریخی
- حفاظت از گنجنه‌هایی سلطنتی محمد خوارزمشاه، در زمان حمله چنگیزخان مغول به ایران. این گنجیه‌ها طبق احتمالاتی در قلعه آرادان نگه‌داری می‌شده و درنهایت با فتح شهر به دست مغول، این گنجیه‌ها را به دست می‌آورد. این مطلب در وصف قلعه اردهن؛ توسط علامه دهخدا نقل شده است.
- نُه ماه مقاوت کردن در برابر سپاه اشرف افغان و به وجود آمدن قحطی بی‌سابقه باهدف رسیدن سپاه نادرشاه. این مقاومت مردم باعث شد نادرشاه حلقه‌های اتحادیه در شرق ایران را به سرعت تشکیل دهد و به سراغ اشرف افغان بیایید.
- میزبانی از نادر قلی شاه افشار، در یک یا چند روز از سال ۱۷۲۹ میلادی، در حمله به قوای متحد اشرف افغان و کمک به او در نبرد سردره خوار. نمایی از سردره

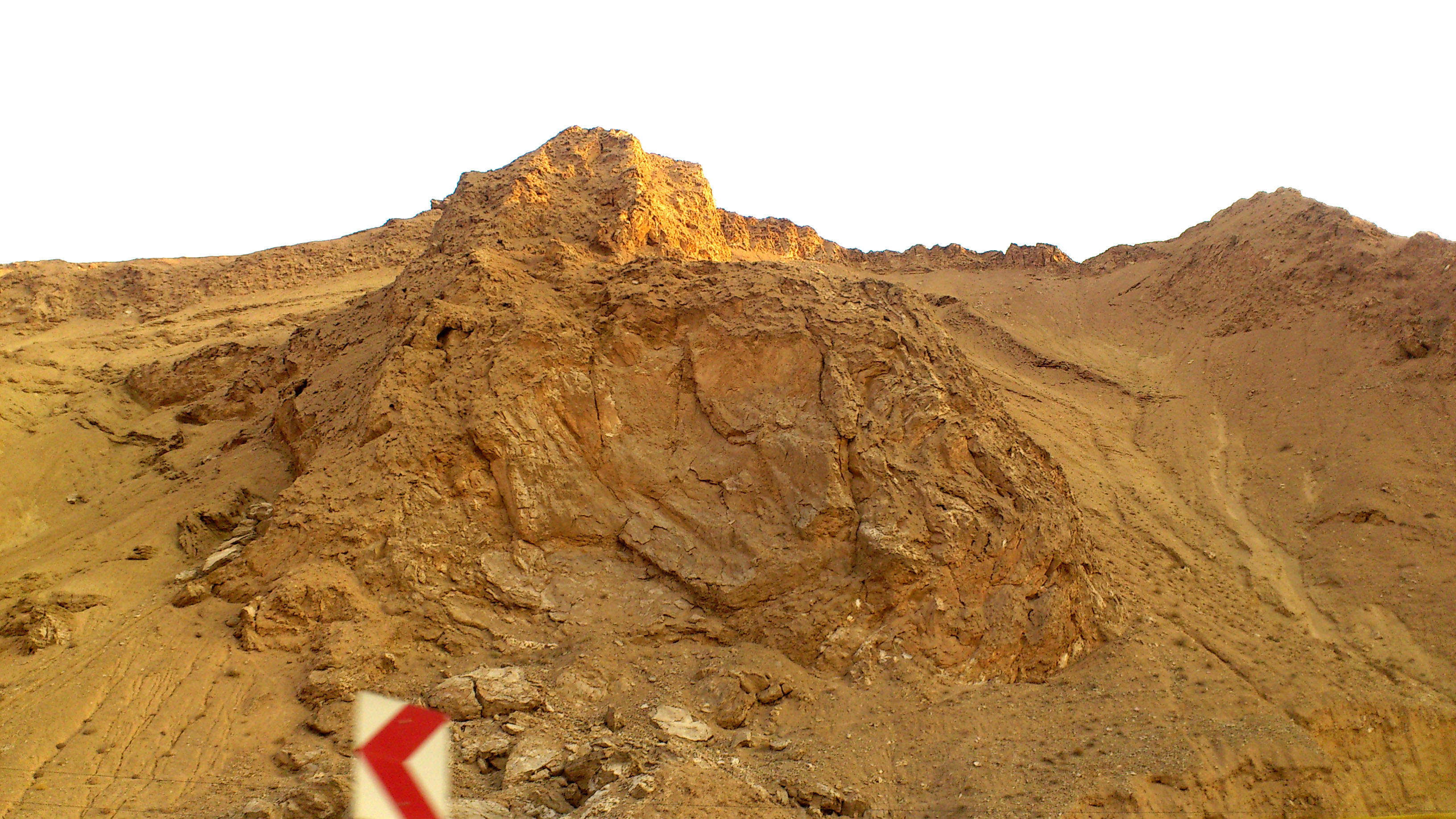
نمایی از سردره

- حمایت مجنون خان پازوکی، حاکم شهر آرادان از آغا محمدخان قاجار در به قدرت رسیدن او و تشکیل حکومت قاجار به عنوان فرمانده نظامی و فاتح تهران.
- نقش آفرینی نظامی، اداری و سیاسی افراد مختلف ایل پازوکی در دربار قاجار.
- وجود ۱۰۵ شهید در جنگ ایران و عراق با توجه به جمعیت سال ۶۵ شمسی، به اعضای هر ۱۲۶٫۲ نفر یک شهید.[۱۷]

## قلعه آرادان و حوادث تاریخی
در مورد قلعه آرادان و نقش‌آفرینی گسترده آن اطلاعات اندکی در دست است. با این تفاسیر، طی پژوهش‌ها و کندکاو علمی و عملی که ماحصل مطالعه شش‌ماهه در مورد این قلعه بوده است، نتایجی به شرح ذیل به دست آمده است:
- در کتاب زبده التواریخ، در مورد دیدار ابوبکر فرزند میرانشاه گورکانی با حاکم شهر آرادان آورده است:

امیرزاده ابوبکر فرزند میرانشاه گورکانی چون به حدود خوار رسیدند امیر پیرحسین برلاس (مشاور نظامی و سیاسی خود را) به قلعه شهریار روانه گردانید و ایشان متعاقب روانه شدند. چون به شهریار رسیدند قلعه بدیشان سپردند، آن جایگاه معلوم کرد[میگویند اکنون و به جای خوار شهر آرادان واقع شده ولی آن ولایت همچنان به خوار مرسوم است] که امیرزاده عمر فرزن میرانشاه تیموری با وجود هوای تابستان به جانب قره باغ به جنگ امیر شیخ ابراهیم رفته است و چنانچه در حکایت امیرزاده عمر مذکور گشته- امیرزاده ابابکر پدر و مادر و … را در سابجبلاغ (شمال تهران) ری، ساکن گردانید و با دوهزار نفر ساکن سلطانیه شد.
- در زمان حمله چنگیز خان مغول به ایران، محمد خوارزمشاه، بخشی از گنجیه سلطنتی خود را به این ناحیه انتقال داد. در این رابطه در کتاب دائرةالمعارف دهخدا آمده است: اردهن [اَ دَ] (اِخ) قلعه ای است حصین از اعمال ری از ناحیهٔ دنباوند و طبرستان، بین آن و ری سه روزه راه است. (معجم البلدان) (مرآت البلدان). بستانی در دائرةالمعارف گوید: اردهن از قلعه‌های باطنیان و اسماعیلیان است که ابوالفتوح خواهرزادهٔ حسن بن الصباح آن را بتصرف درآورد و آن از استوارترین قلاع زمین است و از این رو تاج الدین بسطامی حکایت کرده: آنگاه که خوارزمشاه از مقابلهٔ چنگیزخان فرار کرد و به عراق شد مرا احضار کرد و ده صندوق پر از جواهر و لاَّلی که خراج زمین با آن معادل نبود بمن سپرد و بفرمود تا آنرا بقلعهٔ اردهن که قلعه ای حصین بود برم. سپس تاتار آن قلعه بگشودند و بعضی گفته‌اند که اگر در اردهن یک تن بود، تصرف قلعه بقهر امکان نداشت، مگر آنگاه که به آذوقه محتاج می‌شد. (ضمیمهٔ معجم البلدان). رجوع به تاریخ مغول ص ۳۸، ۴۱، ۱۳۰، ۱۳۱ و رجوع باردهن شود.در مجموع، مصادیق فوق، نمونه‌هایی مذکور از اهمیت قلعه تاریخی آرادان است که در کتب مختلف ذکر شده است. لازم است ذکر شود، این پژوهش و یافته‌ها تا حصول نتیجه نهایی، همچنان باز است.[۱۸][۱۹]

## آرادان در نگاه افراد
هادی هزاوه‌ای، نقاش ایرانی ساکن ذر آمریکا، هشت سال در آرادان زندگی کرده است. او در این سال‌ها یک اثر هنری در مدرسه سهراب سابق، خلق کرده بود که متأسفانه به علت عدم آگاهی تخریب شده است. او در مورد زندگی در آرادان و تأثیری که از این منطقه در آثارش گرفته، آورده است:
من اهل اراک هستم و در جوانی حدود هشت سال در آرادان به بچه‌ها درس می‌دادم. طبیعی است که خاطرات آن دوران در آثارم نفوذ کرده باشد هنوز پس از گذشت این زمان طولانی و بعد از دیدن نمایشگاه‌ها، گالری‌ها و شهرهای مختلف دنیا، شهر اراک و آرادان در ذهنم باقی است. تمام فرم‌ها و طرح‌های هندسی جئومتریک در تابلوهایم از خاطرات کودکی و جوانی‌ام نشأت می‌گیرند. گاهی در آثارم طرح‌ها را خرد می‌کنم و گاهی آنها را نفی می‌کنم ولی هیچ‌گونه بزرگنمایی محتوایی در آثارم مطرح نیست من با این اشکال و فرم‌ها بازی می‌کنم و گاهی بخشی از معماری گذشته و نقاشی‌های سنتی ایرانی را در کارهایم تداعی می‌کنم.
وی در بخشی از خاطراتش عنوان می‌کند:

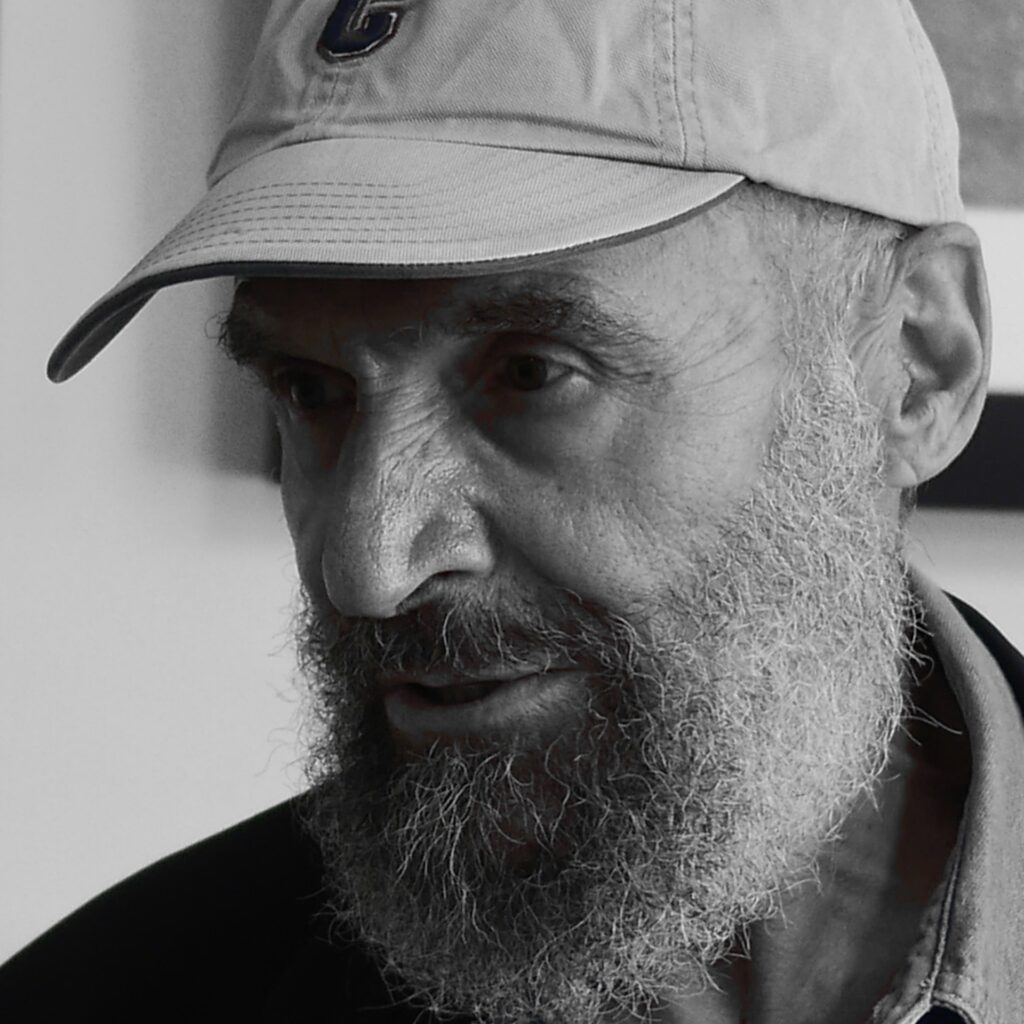
هادی هزاوه‌ای

 «در آرادان هفته‌ای سه روز تدریس می‌کردم. سه روز دیگر هم در دانشکده هنرهای زیبا دانشگاه تهران تحصیل می‌کردم. در آرادان و در حین رفت‌وآمدی که با ماشین‌های متفرقه به آنجا داشتم با انواع و اقسام آدم‌ها و تیپ‌ها آشنا شدم. زندگی کردن در آنجا سخت می‌گذشت. آب شور و هوا گرم یا بسیار سرد بود و در عین حال تا زمانی که از ایران رفتم. آنجا ماندم و درس دادم. زندگی در آرادان به من فرصت نقاشی، مطالعه، تنهایی و گاه گم شدن را می‌داد».
صادق هدایت، نویسنده معرف ایرانی، در بخشی از کتاب علویه خانم و ولنگاری، در ابتدای کتاب روستای دهنمک آرادان را این‌گونه توصیف می‌کند:
«......... میان جاده مشهد، کنار سقاخانه «دهنمک» جمعیت انبوهی از زن و مرد، میان برف و گِل جمع شده بودند…».
محمود احمدی‌نژاد در روز پنج‌شنبه ۲۴ خرداد ۱۳۸۶، برای اولین بار به صورت رسمی و این بار با مقام ششمین رئیس‌جمهور ایران به آرادان سفر کرد. او در این سفر در جمع مردم آرادان عنوان کرد:

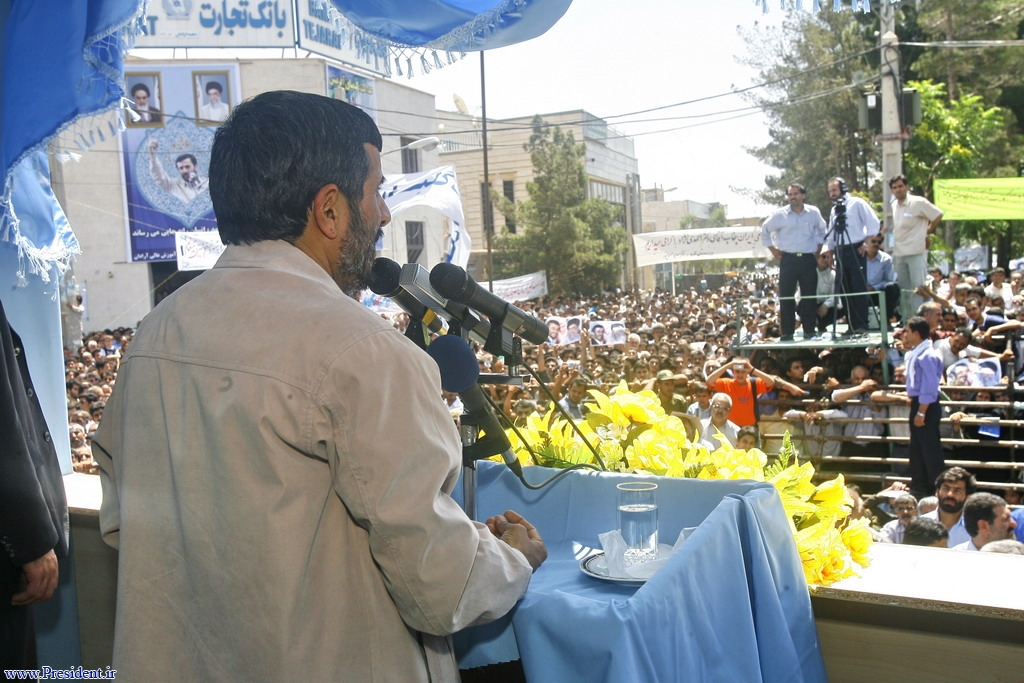
محموداحمدی نژاد در آرادان، موقعیت: روبه‌روی مسجد صاحب الزمان و بلوار خمینی، تقریباً ساعت ۱۲ ظهر

 «با همه وجود خوشحالم که یکبار دیگر به آرادان سفر می‌کنم و چهره‌های پاک، صمیمی و دوست‌داشتنی شما عزیزان را از نزدیک زیارت می‌کنم و از طرفی یاد و خاطرات دوران کودکی و نوجوانی و از طرف دیگر محبت‌های پدر، مادر و انسانهای مؤمن، پاک و انقلابی آرادان من را خوشحال کرده است. رئیس‌جمهور، آرادان را دیار محبت، سخت‌کوشی، عزت و یکی از کانون‌های مبارزه برای انقلاب اسلامی دانست و افزود: ویژگی بارز مردم این دیار اعتماد به نفس و ایستادن بر روی پای خود می‌باشد چرا که با تحمل سختی‌ها و حفظ دینداری و معنویت باعث افتخار این شهر شده است. احمدی‌نژاد با تأکید بر این که با افتخار اعلام می‌کنم که بنده جزء کوچکی از مردم عزیز و سرافراز آرادان هستم،

## محله‌های آرادان
- سرمحله؛ قدیمی‌ترین و مهم‌ترین محله شهر آرادان می‌باشد. به عبارت دیگر، هسته اولیه شهر از این محله شروع و پس از رشد شهر، به جاهای دیگر کشیده شده است. حدود جغرافیایی این محله از شمال به خیابان آیت الله سعیدی، در جنوب به بازار پایین، در غرب به بلوار معلم و در شرق به خیابان مطهری است. این حدود نام‌های متفاوتی دارد از جمله می‌توان به پشت قلعه، روبه‌رو یا به زبان محلی جلوی قلعه، سر آب انبار، پشت آب‌انبار و غیره اشاره کرد. عمده طوایفی که درسرمحله زندگی می‌کنند با نام‌های نادری، ایجوی، شریفی، رنجبر، بیگلری، رضایی، کاظمی و آسایشلو هستند. تکیه آرادان، آب‌انبار و یخچال قدیمی و قلعه مخروبه آرادان که تمامی این اقوال به علت به وجود آن بوده، در این محله قرار دارد
- علی‌آباد؛ بزرگ‌ترین محله شهر آرادان است. این محله در نقشه‌های مختلف به نام «علی‌آباد پایین» شناخته می‌شود. مردم محله علی‌آباد عمدتاً از کردهای قوچان و از نوادگان حاج صفرعلی خان کرد محسوب می‌شوند. بعلاوه فامیل‌های مولایی، رکنی، گیلوری، شاه‌حسینی و کاشانی از طوایف عمده این محله هستند.[۲۴] شرکت زارعی و انبارهای جهادکشاورزی آرادان در این محله قرار دارند.
- جلیل‌آباد؛ که سابقاً با نام «جمال آباد» شناخته می‌شده است. از نامهای دیگر این محله، «علی‌آباد بالا» می‌باشد. عمده ساکنان این محله با نام شهسوار، حسینی، شهبازی، خالقی، بیگلری و غیره شناخته می‌شوند. طبق اقوالی ساکنین این محله از کردهای قراچلو می‌باشند. و از معروف‌ترین افراد به غلامرضا شهسوار اشاره کرد که از ملاکان و بزرگان این محله می‌باشد.
- سرآسیاب؛ در حال حاضر این محله، کوچک‌ترین محله این شهر است. این محله به نام سرآسیاب حاجی خانی نیز نامیده می‌شود. ساکنان این محل همگی از اهالی سمنان و از فامیلهای همتی، همامی دوست محمدی و عرب شهراب هستند.[۲۵]
- مهدی‌آباد؛ این محله بین بخش مرکزی شهر و علی‌آباد پایین قرار دارد. صنیع الدوله در مورد مهدی‌آباد نوشته است که «مهدی‌آباد؛ آبادی و ۱۰ خانوار دارد. خالصه و جزو بلوک آرادان است. همچنین در فرهنگ جغرافیایی ایران، آنرا جزو آرادان دانسته‌اند. ساکنان اولیه این محله را کردهای قراچلو تشکیل می‌دادند و سپس مهاجرینی از اصفهان، سمنان و ایوانکی به این محله مهاجرت کردند.[۲۶]
- ماشین خانه؛ سابقاً با نام نظام آباد شناخته می‌شده اما با ورود اولین دستگاه پنبه پاک کنی در منطقه و وجود آن در این محله، امروزه ماشین خانه نامیده می‌شود. عمده طوایفی که در این محله زندگی می‌کنند با نام‌های ساربان، آرامش، سالار، سازمند و حیدرخانی شناخته می‌شوند.
- میرزا علی آقایی؛ پیشینه تاریخی این آبادی به اواسط دهه دوم قرن حاضر می‌رسد. نام آبادی منسوب به شخصی به نام «میرزا علی آقا» از بستگان «حاج عبدالحسین یغمایی» است. ساکنان این محله اصالتاً «جندقی» بودند که بعدها به آرادان مهاجرت کردند. در حال حاضر این محله فاقد سکنه می‌باشد و فقط فعالیتهای دامداری و کشاورزی در آن جریان دارد.[۲۷]
- امیرمحمدی؛ در محدوده خیابان ۲۲ بهمن و مالک اشتر امروزی است. عمده طوایف ساکن در این محله با فامیلی شمسی‌خانی، خراسانی، کبیری و غیره شناخته می‌شوند.
- امام‌زاده خلیل‌الله؛ که امروزه خالی از سکنه است. فرودگاه باند کوچک آرادان که زمانی محل فرود هواپیماهای سم‌پاشی بود، در این محله قرار دارد.
- همت‌آباد؛ خیابان آیت‌الله سعیدی.

## ارتفاعات آرادان
گررجه؛ ارتفاع آن ۲۷۵۰ متر است و در فاصله ۴۵ کیلومتری شمال شرقی آرادان واقع شده است. جهت کوه شمال شرقی-جنوب غربی است.
سنگاب؛ این کوه با ارتفاع ۳۲۲۴ متر، در ۳۵ کیلومتری شمال شرقی آرادان قرار دارد. جهت کوه شمالی-جنوبی است.
آتشگاه؛ ارتفاع آن ۲۹۸۵ متر است و در ۴۵ کیلومتری شمال شرقی آرادان واقع شده است. جهت کوه شمال شرقی-جنوب غربی است.
تلخاب؛ این کوه با ارتفاع ۲۲۹۰ متر، در ۸ کیلومتری شمال شرقی آرادان قرار دارد. جهت کوه شمالی-جنوبی است.
سَرحُر؛ ارتفاع آن ۲۳۶۵ متر است و در شمال آرادان قرار دارد. جهت کوه شرقی-غربی است.
کوه گچ؛ این کوه با ارتفاع ۲۷۴۵ متر، در ۳۰ کیلومتری شمال شرقی آرادان قرار دارد. جهت کوه شمال شرقی-جنوب غربی است.
سرآسیاب؛ ارتفاع آن ۱۳۵۷ متر است و در ۳۰ کیلومتری شمال شرقی آرادان (در شمال روستای ده نمک) واقع شده است. جهت کوه شرقی-غربی است.

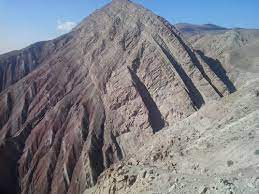
نمایی از شمشیرکوه

## موقعیت جغرافیایی
این شهرستان از شمال به فیروزکوه، از غرب به گرمسار، از شرق به سرخه و از جنوب به اردستان (اصفهان) منتهی می‌شود.

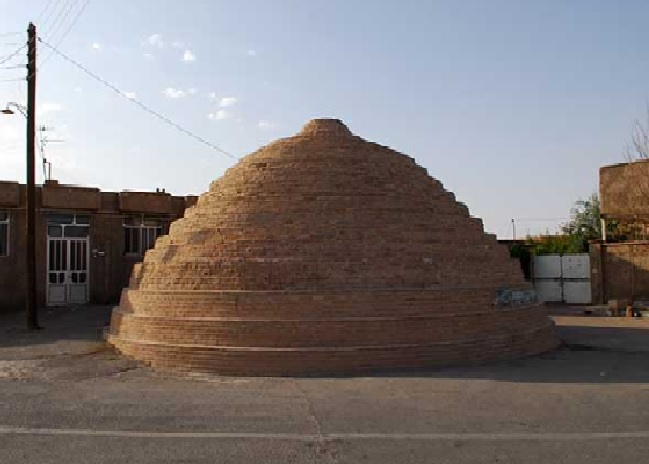
یخچال آرادان؛ واقع در آرادان

## زبان

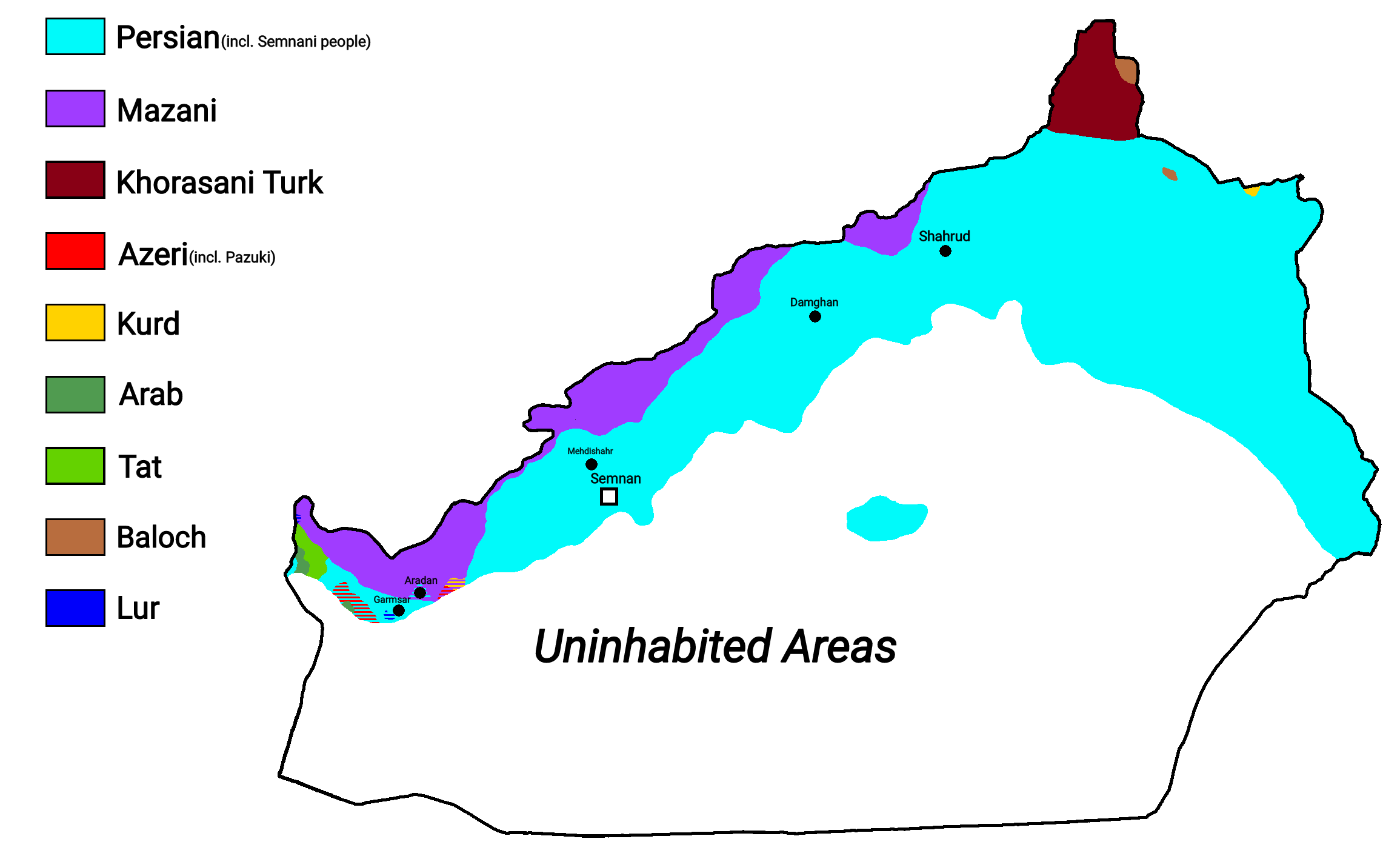
پراکنش اقوام در سمنان

اکثریت مردم این شهرستان به زبان شیرین فارسی صحبت می‌کنند. بعلاوه برخی از افراد ساکن در این شهر، به لهجه گرمساری نیز تلکم می‌کنند. بخش بزرگی از ساکنان روستاهای آرادان را عشایر الیکایی‌ها تشکیل می‌دهند که طبری‌تبار (مازندرانی) هستند و به گویش الیکایی که گویشی از زبان مازندرانی است صحبت می‌کنند. در محله‌ای در قسمت شمال غربی شهر، ساکنان به زبان مازندرانی صحبت می‌کنند که اصلیت آن‌ها به روستاهای آرادان به نام رامه بالا و پایین، چهارطاق، قالیباف ده نمک و ارجنه است.

## جمعیت

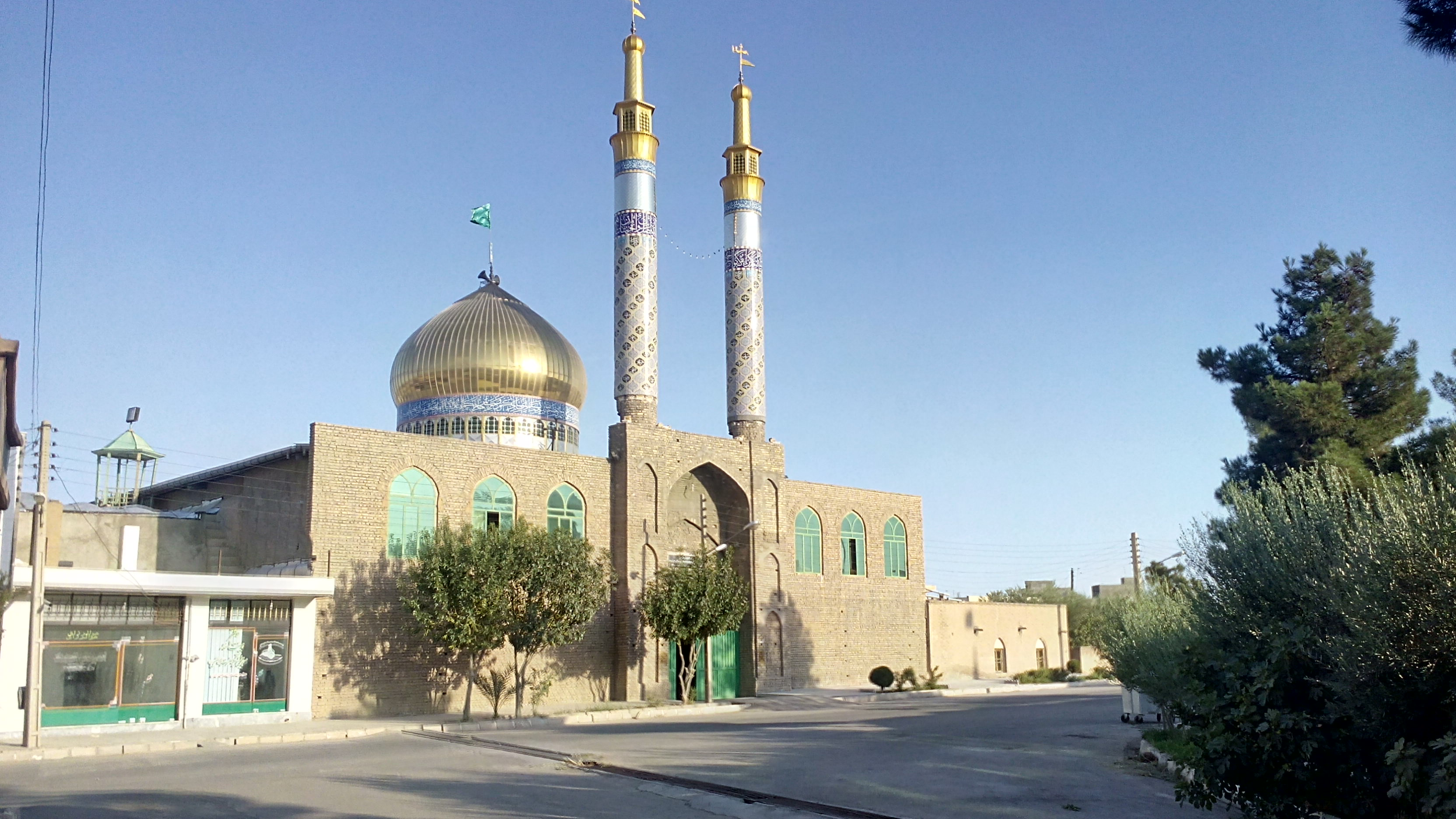
تکیه ابوالفضل آرادان

| سال‌خورشید | ۱۳۵۵  | ۱۳۶۵  | ۱۳۷۵  | ۱۳۸۵  | ۱۳۹۰  | ۱۳۹۵  |
| جمعیت     | ۱۸۲۲۸ | ۱۳۲۵۱ | ۱۶۶۲۷ | ۱۵۵۱۷ | ۱۵۵۷۵ | ۲۳۸۸۴ |
| --------- | ----- | ----- | ----- | ----- | ----- | ----- |

## ترکیب قومی آرادان
. در سده اخیر، طوایف و فامیلهای دیگر به این شهر مهاجرت کرده‌اند. از جمله می‌توان به سنگسری‌ها که از مهدیشهر، رنجبرها از اصفهان، طایفه تابان، جلدکار، تمدنی، ربیعی، میرکوهی، شاهجویی، ساربان، سالار، شمسی خانی و خان عمو از سمنان، سادات کاظمی از روستای سیوجان از قائنات استان خراسان جنوبی، صادقیها از اصفهان، شفیعیها صفی اللهی‌ها از انارک، فریورها از بیابانک سمنان و جندقیها از جندق اصفهان، حسینی‌ها ساکن مهدی‌آباد از اصفهان، مولایی‌ها از آباده فارس، رکنی‌ها از رکن آباد سمنان و تیره‌های گیلوری، شاه حسینی، قندالی و کاشانی از طوایف ایل الیکایی هستند که به این شهر مهاجرت کرده‌اند.

## آب و هوا
این شهرستان دارای آب و هوایی کوهپایه‌ای در مرکز، ییلاقی در شمال و کویری در جنوب شهرستان می‌باشد.
کمترین میزان بارش در ژوئن رخ می‌دهد. میزان متوسط در این ماه ۱ میلی‌متر است. بیشترین میزان بارش متعلق به ماه ژانویه که به‌طور میانگین به ۲۹ میلی‌متر می‌رسد. دما در ماه ژوئیه در حدود ۳۰٫۴ درجه سانتی گراد است که در بالاترین میزان خود قرار دارد. در ژانویه، متوسط دما ۴٫۹ درجه سانتی گراد است. این میزان کمترین میانگین دما در تمام سال است. میانگین سالانه دما ۱۷٫۸ سانتی گراد است. در سال میانگین میزان بارش به ۱۴۱ میلی‌متر می‌رسد.

## تقسیمات کشوری
بخش آرادان که تا پیش از این جزء تقسیمات شهرستان گرمسار به‌شمار می‌رفت در مردادماه سال ۱۳۹۰ با تصویب هیئت وزیران ششمین شهرستان استان سمنان شد. آرادان دارای ۱۳۰ آبادی می‌باشد.

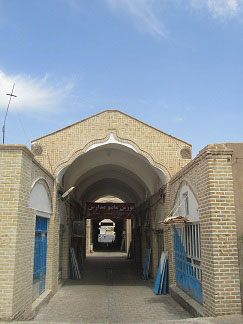

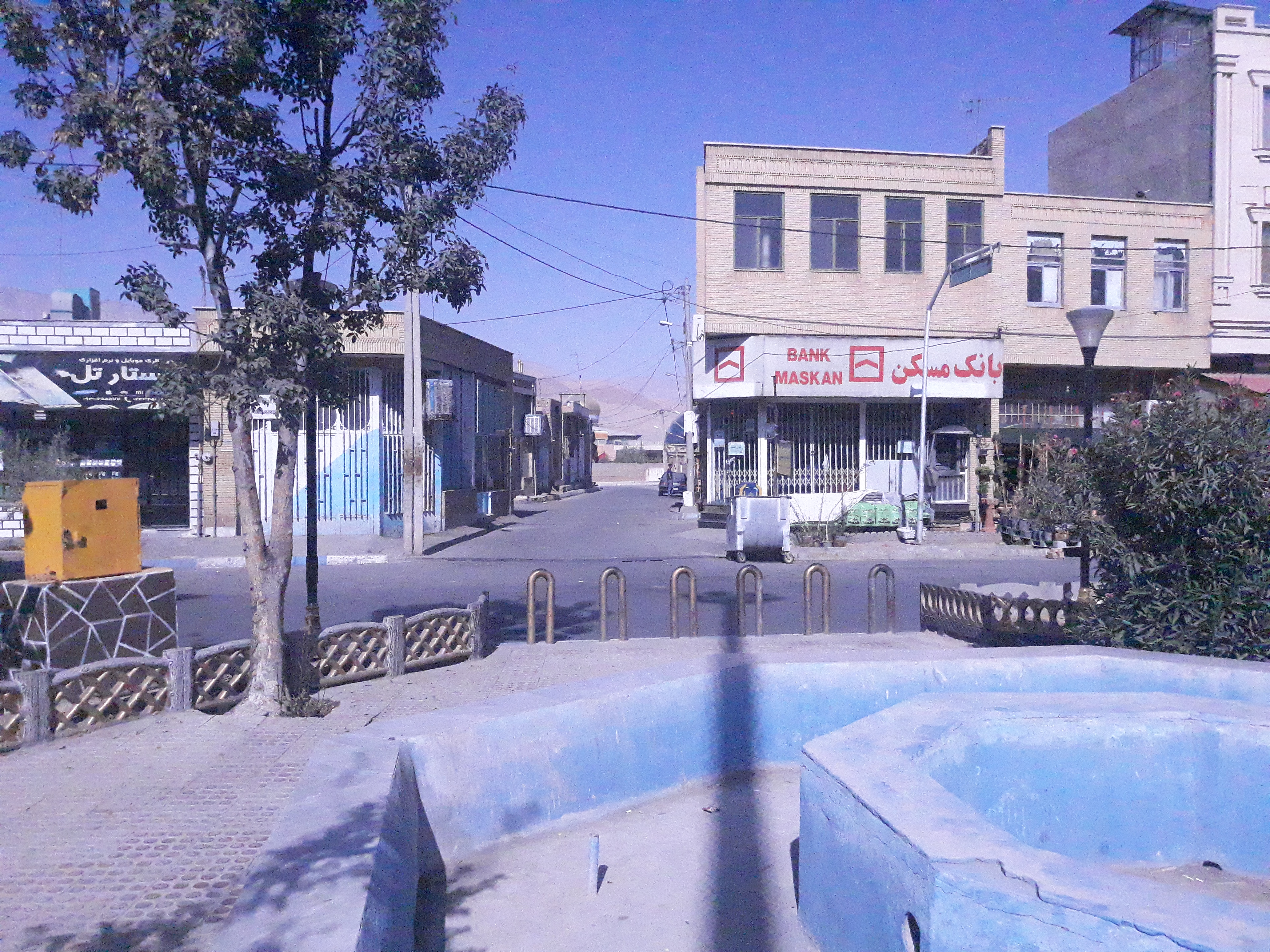

## اماکن تاریخی و جاذبه‌های دیدنی
امکان تاریخی شهر آرادان، در دو دوره دستخوش تحولات و تغییرات قرار گرفته است. در ادامه به بررسی هر کدام از این دوران می‌پردازیم.
نخست؛ قبل از انقلاب ۱۹۷۹ است.
در این اِپُک زمانی، آرادان دارای دو کاروانسرا بوده است. نخستین کاروانسرا، برای کسانی بوده که مدت مدیدی در آرادان برای کار ساکن می‌شدند. این کاروان در حال حاضر وجود ندارد اما حدود آن در محدوده «کوچه کهن آرادان» است. دومین کاروانسرا، عمدتاً توسط رهگزران بود. کسانی که عمدتاً قصد مشهد را داشتند و شب‌ها در آرادان بیتوته می‌کردند و منزل بعدی آن‌ها «کاروانسرای دهنمک» بود. این کاروانسرا در حدود «ایستگاه تاکسی فعلی» بوده است. یکی دیگر از مهم‌ترین آثاری که در این دوره نیز تخریب شدند می‌توان به «برج‌های دیدبانی» به گفته عوام یا «ستون‌های دروازه شهر» اشاره کرد. از جمله این ستون‌ها در محدود «محله میرزا علی آقایی»، «انتهای خیابان مفتح» و «انتهای محله سرآسیاب» اشاره کرد.
دوم؛ در دهه ۶۰ شمسی، به دنبال برنامه‌های رشد و توسعه شهر توسط شهردار وقت آرادان، شهر، دستخوش تحولاتی شد. از جمله مهم‌ترین اقدامات می‌توان به «تخریب قلعه آرادان»، «تخریب سقاخانه تکیه آرادان»، «پرکردن گودال باغچه‌ها که محل زندگی مردم بود»، «تخریب حمام تاریخی و قدیمی شهر» و غیره اشاره کرد. امروزه آثاری که باقی‌مانده به شرح ذیل است:
- بازار آرادان
- تکیه آرادان
- قلعه تاریخی آرادان (به‌دلیل نگهداری نامناسب شرایط خوبی ندارد).
- یخچال و آب انبار آرادان
- یخچال و آب انبار محله علی‌آباد
- یخچال و آب انبار اسلام‌آباد (قلعه خرابه)
- امام زاده سلطان شاه نظر آرادان[۴۱]
- امام زاده خلیل‌الله آرادان
- امام زاده بوسعید
- حمام میرزایی‌ها
- منبع آب سیمانی آرادان (که در خرداد ماه ۱۳۹۷ تخریب شد)

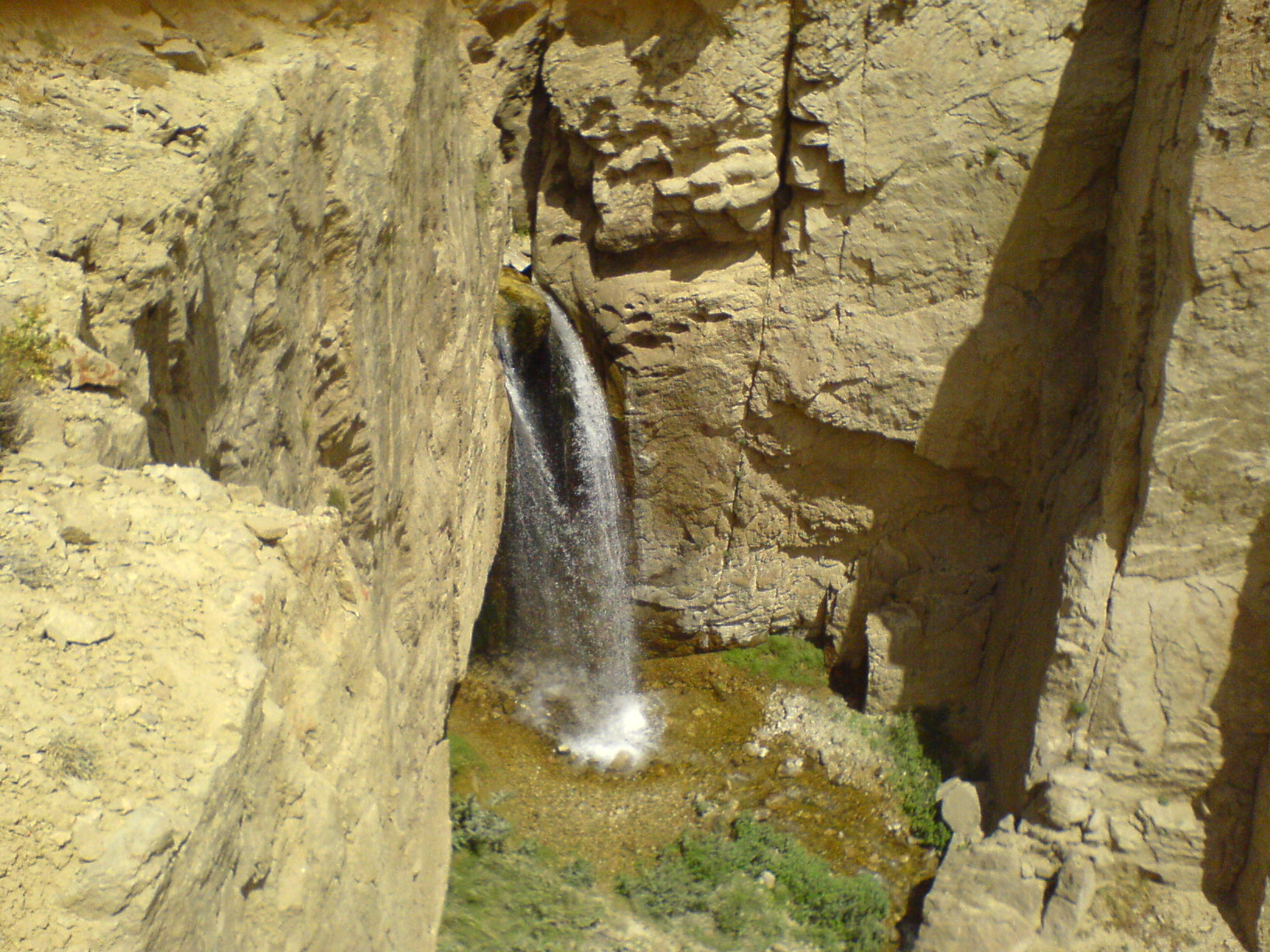
آبشار لزوره

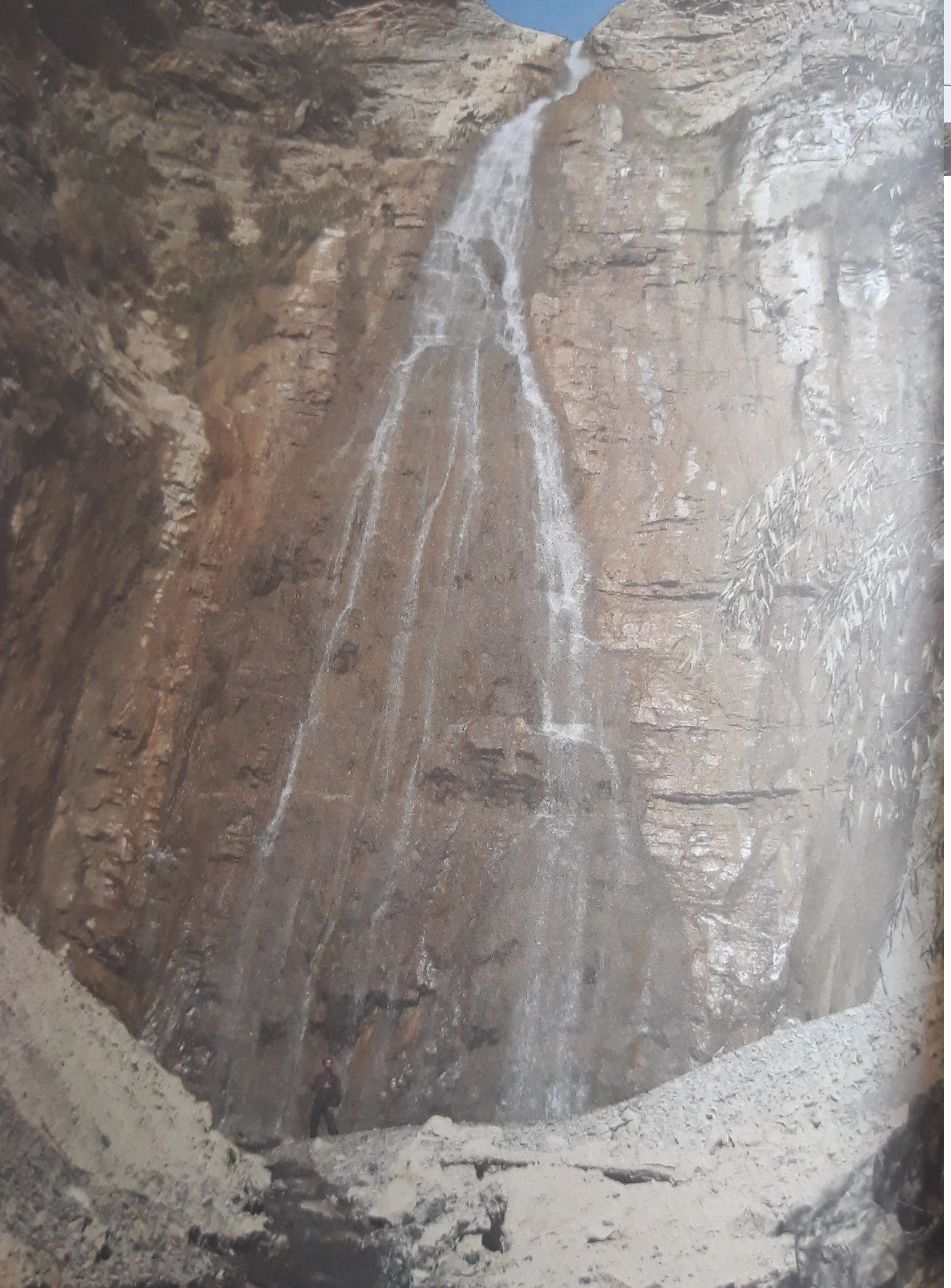
آبشار خوش‌آبرود

- غارنمکی گزوش
- پارک جنگلی دشت بهشت آرادان
- قلعه پنهان بهرام
- تنگه تاریک

## روستاهای هدف گردشگری
ازدو ناحیه رامه و پاده به عنوان روستاهای هدف گردشگری در این شهرستان نام برده می‌شود. همچنین روستای تاریخی ده نمک از جاذبه‌های اصلی گردشگری می‌باشد. از جمله آثار تاریخی و فرهنگی که در این دو روستا وجود دارد می‌توان به موارد زیر اشاره کرد:
ناحیه هدف گردشگری رامه، چهارطاق، قالیباف و لزوره:
- قلعه ضحاک (به علت نگه‌داری نامناسب شرایط خوبی ندارد).
- چشمه رامه بالا (معروف به سٌلبیخ)
- آبشار لزوره
- آبشار خوش‌آبرود
- ناحیه مرگه‌سر
- ناحیه ییلاقی ارجنه
- امامزاده شازده حسین
- امامزاده جعفر چهارطاق
- درخت کهن روستای چهارطاق
- چشمه چاه قٌل‌قٌل

ناحیه گردشگری پاده:
- قلعه تاریخی پاده (به علت نگه‌داری نامناسب شرایط خوبی ندارد).
- حمام میرزایی‌ها
- یخچال و آب انبار پاده
- خانه‌های تاریخی (به علت نگه‌داری نامناسب شرایط خوبی ندارد).
- امامزاده بوسعید

ناحیه گردشگری ده‌نمک:
- کاروانسرای شاه عباسی روستای ده‌نمک
- یخچال و آب انبار روستای ده‌نمک

## مراکز آموزشی
- دانشکده بهداشت و پیراپزشکی.[۴۲] آدرس: آرادان. خ شهید پازوکی (نبش مرکز فرماندهی نیرو انتظامی) به سمت بیمارستان امام حسین (ع). جنب بلوار.
- دانشگاه پیام نور آرادان.[۴۳] آرادان. خ شهید پازوکی (نبش مرکز فرماندهی نیرو انتظامی) به سمت بیمارستان امام حسین (ع).
- مرکز آموزش علمی – کاربردی جهاد کشاورزی مستقر در روستای داورآباد (کوه سنگی).

## غذاهای محلی
- ته‌چین کشمش، از غذاهای مخصوص این شهرستان است که به‌خصوص در مراسم محرم و مهمانی‌های ویژه مردم محلی تهیه و پخت می‌شود.
- آبگوشت (سوپ) خربزه.
- اشکنه تخم خربزه.

## آرادان، سینما و نمایش رادیو
- در قسمت کوتاهی از فیلم سینمایی صمد و فولادزره دیو، قلعه آرادان، که امروزه به دلیل نگه داری نامناسب شرایط خوبی ندارد، نشان داده شده است.
- فیلم ایستگاه متروک در بخشهایی از ایستگاه راه‌آهن شهرستان آرادان، فیلم‌برداری شده است.
- مستند نذیرهور، در مورد زندگی‌نامه کاظم کاظمی.[۴۴]

## برخی از ویژگی‌های فرهنگی منحصر به فرد
هر شهر و منطقه در کشور و استان، بنابر یکسری ویژگی‌های فرهنگی خاص شناخته می‌شود. در این بین، آرادان و روستاهای اطراف، بر مبنای دیدگاه مذهبی، به ویژه در ماه محرم، برخی از رسوم را به اجرا می‌گذارند که در نوع خود جالب و جذاب است. از جمله می‌توان به موارد زیر اشاره کرد:
- وجود یخچال‌ها و آب انبارهای مختلف با توجه به شرایط اقلیمی منطقه. به گونه‌ای که می‌توان این شهر را به عنوان شهر آب‌انبارهای تاریخی نیز معرفی کرد.
- خواندن تعزیه به شکل کاملاً ویژه و جذاب در ایام محرم در تکیه آرادان و سایر روستاها.
- رسم «علم‌گردانی» به ویژه در روستاها که عمدتاً در هفتم محرم برگزار می‌شود.
- آیین فراموش شده «نخل گردانی» در روز عاشورا.
- برگزاری مراسم سوگواری قبل از عاشورا در هر یک از محلات آرادان. به این صورت که یک محله، میزبان محلات دیگر است.
- برگزاری مراسم چهارشنبه سوری در کاروانسرای شاه‌عباسی دهنمک.[۵]